# Politisk historia
Politisk historia är en indelning av ämnet historia som avser studiet av samhällets politiska ledning, makten om densamma samt dess fördelning.
Studier av historia vid universitet och högskolor brukar indelas av pedagogiska skäl in i fyra olika aspekter: politisk historia, socialhistoria, ekonomisk historia och kulturhistoria.
Politisk historia är studiet av den politiska makten i samhället, hur kampen om denna makt gått till, vem som innehaft den, och hur den fördelat sig. Denna inriktning var ända in på 1940-talet fullständigt dominerande bland historiker. Att man ägnar sig åt politisk historia innebär inte bara en inriktning av vad man anser relevant, utan detta får också följder i metodiken, samt vilken typ av källor man använder och hur man värderar dem. Stor vikt läggs vid att verifiera om källan är sanningsenlig eller inte, medan mycket mindre vikt läggs vid andra aspekter av källan. Stor vikt läggs vid källans berättande aspekt, mycket mindre på kvarleveaspekten. 

## Disciplinens förhållande till moderniteten
Att politik som kategori, uppkommit först med moderniteten är något som ger politiska historiker problem om de önskar att uttala sig om historiska epoker innan moderniteten. Det händer dock att politiska historiker exempelvis skriver om "politiken under medeltiden", något som i strikt mening alltså är helt fel, och något det är högst tveksamt om strikt politiska historiker bör ägna sig åt. Detta istället för att skriva om exempelvis maktkamper, feodalherrarnas inflytande över sina undersåtar, begynnande statsapparaters makt och så vidare.